# Psy 9th
Psy 9th (stilizzato PSY 9th, in lingua coreana: 싸다9) è l'ottavo album in studio del cantante sudcoreano Psy, pubblicato nel 2022.

## Tracce
1. 9INTRO – 2:46
2. That That (featuring Suga) – 2:54
3. Celeb – 3:19
4. You Move Me (감동이야) (featuring Sung Si-kyung) – 3:40
5. Sleepless (밤이 깊었네) (featuring Heize) – 3:05
6. GANJI (featuring Jessi) – 2:51
7. Now (이제는) (featuring Hwasa) – 3:27
8. Happier (featuring Crush) – 4:11
9. Hello Monday (나의 월요일) – 2:51
10. Everyday – 4:36
11. for EVER (featuring Tablo) – 3:28
12. Dear Me (내일의 나에게) – 4:06